# آلبان لافونت
آلبان مارک لافونت (فرانسوی: Alban Marc Lafont‎؛ زادهٔ ۲۳ ژانویهٔ ۱۹۹۹) بازیکن فوتبال اهل فرانسه است که در پست دروازه‌بان برای نانت در لیگ ۱ بازی می‌کند. وی در نوامبر ۲۰۱۵ اولین بازی خود را برای تولوز در حالی انجام داد که فقط ۱۶ سال و ۳۱۰ روز سن داشت و تبدیل به جوان‌ترین بازیکن تاریخ لیگ ۱ شد. وی در سال۲۰۱۸ به تیم فیورنتینا پیوست.
وی در آواگادوگو، پایتخت بورکینافاسو از پدری فرانسوی و مادری بورکینافاسویی متولد شد.